# Lühesches Palais

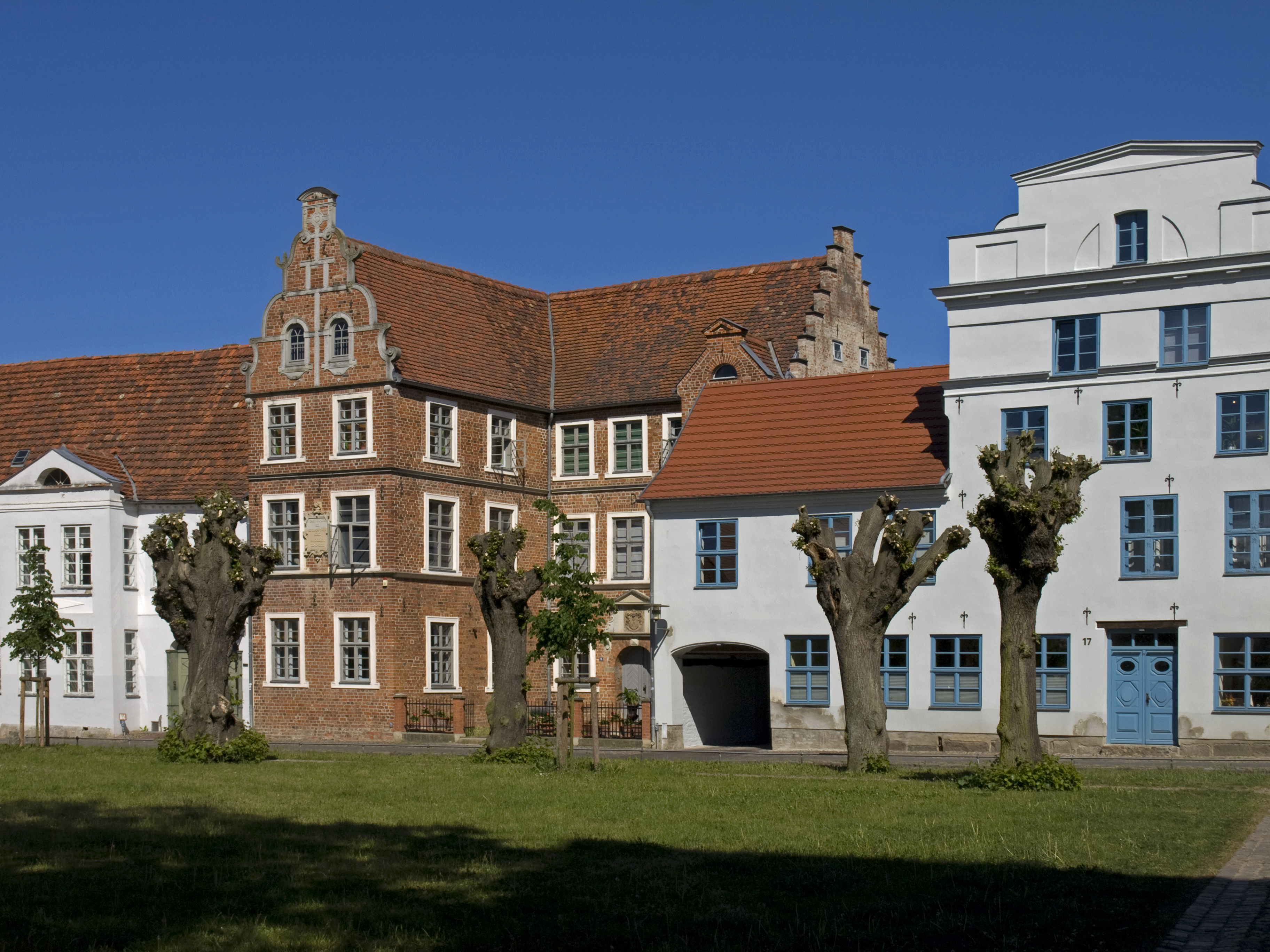
In der Mitte das Lühesche Palais

Das Lühesche Palais aus der Renaissance in Güstrow-Altstadt, Domplatz Nr. 16, stammt von 1583.
Das Gebäude steht unter Denkmalschutz.

## Geschichte

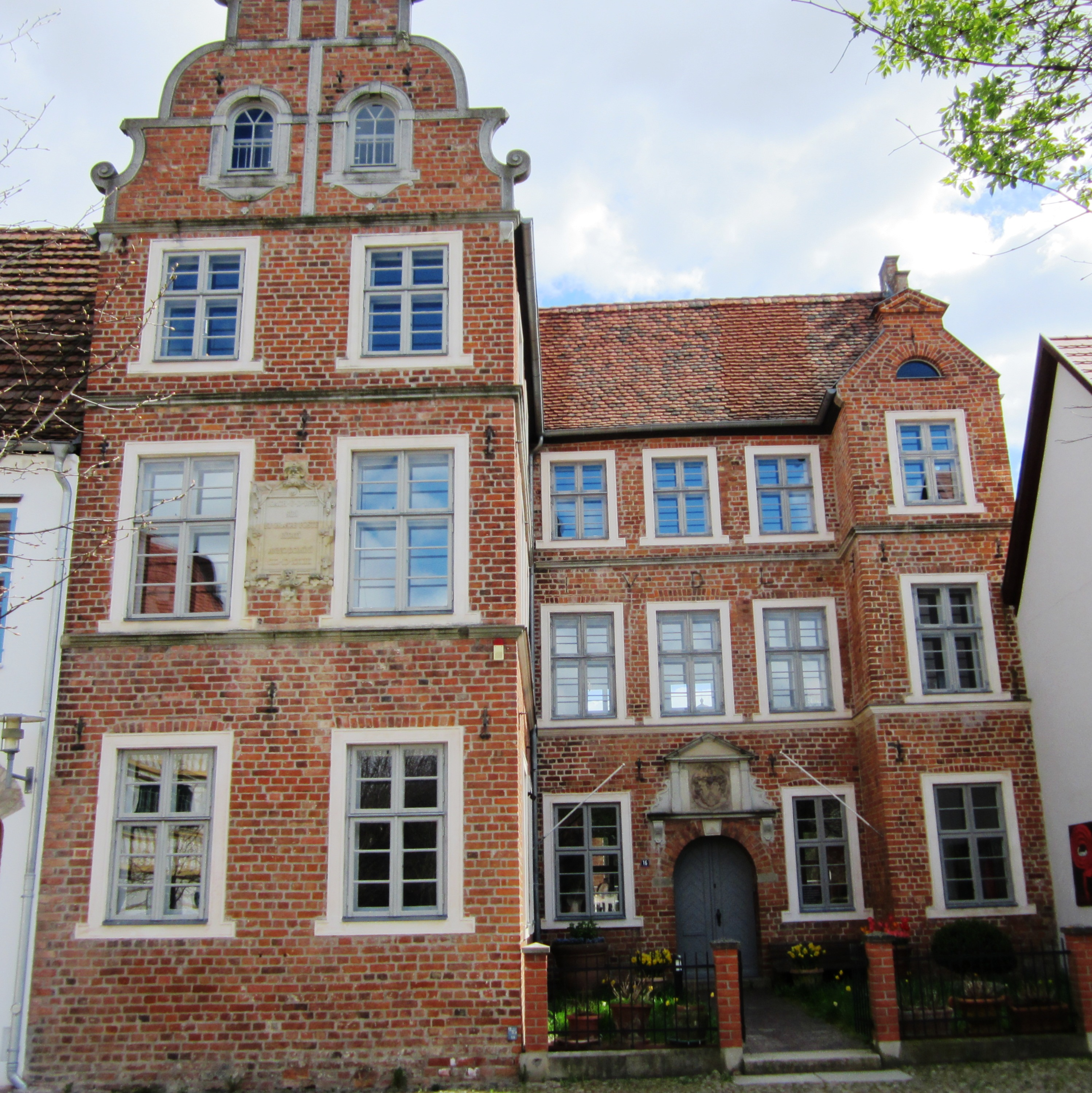
Lühesches Palais

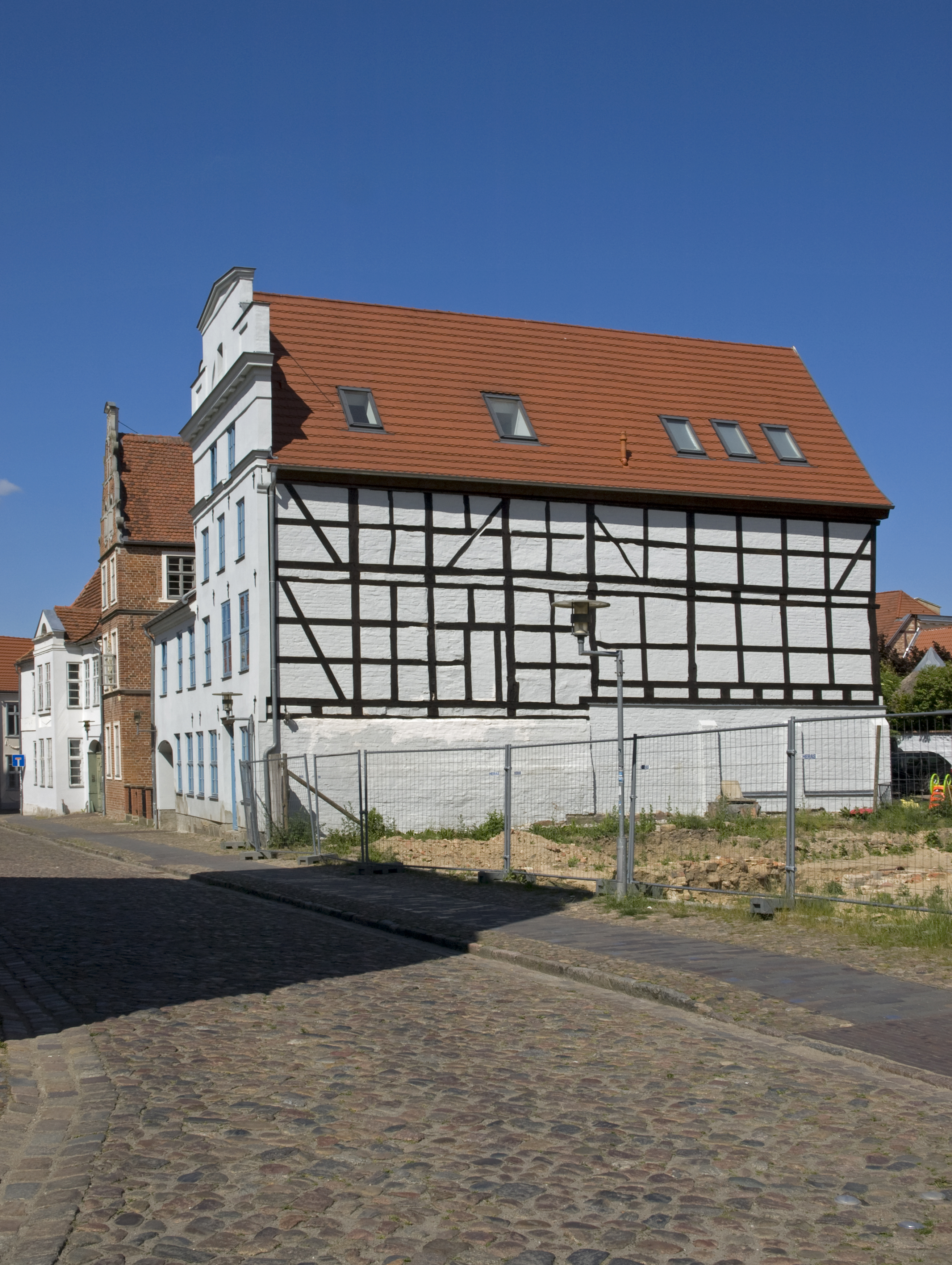
Westseite vom Domplatz mit dem Palais

Das dreigeschossige Stadtpalais in T-Form wurde 1583 in der Zeit der Hochrenaissance für den Hofmarschall Graf Joachim von der Lühe (1526–1588) nach Plänen des niederländischen Baumeisters Philipp Brandin gebaut und ist ein Zeugnis der Architektur der Renaissance in Güstrow. Das dreiflügelige Gebäude im Stil der norddeutschen und niederländischen Renaissancearchitektur hat einen reich verzierten westlichen Backsteingiebel als dreigeschossiger Giebelrisalit und seitlich einen verputzten Giebel. Am Westgiebel ist die Inschrift GRATAE POSTERIATI ((für) dankbare Nachkommen) erhalten.
Bemerkenswert ist im 1. Obergeschoss die restaurierte Rokoko-Stuckdecke mit floralen Motiven. Im 2. Obergeschoss wurde die alte Holzbalkendecke aus der Renaissance bei der Sanierung wieder freigelegt. In jeder Etage wird vom Treppenhaus ein großer Raum erschlossen.
1629 war das Haus Herzog Wallensteins Justizkanzlei, bekannt als Wallensteins Hofgericht. Auch von 1708 bis 1816 befand sich hier der Sitz des Hof- und Landgerichts von Mecklenburg. Von 1839 bis 1909 war im Haus eine Bürgerschule. Danach wurde bis 1923 das Kunst- und Altertumsmuseum untergebracht. Von 1923 bis 1991 diente es wieder als Schule. Ab 1995 erfolgte die Sanierung nach Plänen von Andreas Langkau (Güstrow) für den in Güstrow aufgewachsenen Grafikdesigner und Fotografen Gunter Rambow (* 1938). Das Haus beherbergt seit 2001 eine Galerie und ein Atelierhaus.
Weitere Renaissancebauten in Güstrow sind u. a.
- das Güstrower Schloss,
- am Domplatz die Domschule Güstrow,
- die Wohnhäuser Domstraße Nr. 2, Gleviner Straße Nr. 1, Nr. 10 und 32, Markt Nr. 10 (Ratskeller), Mühlenstraße Nr. 17, 43 und 48 (Derzscher Hof), Schloßstraße Nr. 6

Andere bekannte Bauten der Backsteinrenaissance sind u. a. die Stadtwaage in Bremen (1588), das Alte Rathaus in Norden (1539) und das Wulferthaus in Herford (1560).